# Kroniskt obstruktiv lungsjukdom
Kroniskt obstruktiv lungsjukdom (KOL) är en lungsjukdom som karakteriseras av försämrat luftflöde (obstruktion) i luftvägarna. Obstruktionen orsakas av en kombination av inflammation i luftvägarna (bronkit, bronkiolit) och förstörd lungvävnad (lungemfysem), där respektive komponent är olika framträdande hos olika personer. Dessa och andra associerade sjukliga förändringar försämrar lungfunktionen och lungornas syreupptagningsförmåga. Sjukdomen orsakas i de flesta fall av inandning av skadliga gaser och partiklar, vanligast genom rökning. I vissa fall påverkar genetiska faktorer risken att drabbas av KOL, till exempel vid alfa-1-antitrypsinbrist.
Vanliga symptom på KOL är andfåddhet och hosta (ofta slemmig) liksom pipande eller väsande andning. Besvären kommer i regel långsamt smygande och tilltar över tid. Vid svår KOL förekommer handikappande andfåddhet och syrebrist i vila.
Luftvägsinfektioner såsom förkylningar kan leda till akuta försämringsepisoder (så kallade exacerbationer) i luftvägarna.

## Diagnos
Spirometri används för att ställa diagnosen och avslöjar bland annat hur snabbt man kan blåsa ut sin lungvolym. Hur mycket man blåser ut under den första sekunden vid en snabb utandning (FEV1) är vägledande för diagnosen KOL. Lungornas vitalkapacitet minskar också påtagligt. Det finns handhållna FEV6-mätare (mini-spirometer) som kan ge en snabb indikation på om en patient har KOL. Kronisk bronkit och lungemfysem räknas till sjukdomsbilden.

## Orsaker
Insjuknandet i KOL speglar ofta rökvanorna i samhället. Ungefär hälften av alla rökare drabbas av KOL. I Sverige har mellan 500 000 och 700 000 personer KOL vilket motsvarar cirka 5–7 procent av befolkningen. I Sverige avlider årligen cirka 3 000 personer av KOL, vilket motsvarar cirka 3 procent av alla dödsfall.

## Symptom
Till symptomen hör hosta med ökad slemsekretion och andfåddhet. I mer uttalade fall ses blekhet med grådaskig hud, avmagring, utspänd bröstkorg med tunna axlar och indragna halsgropar (hyperinsufflation). I de nedre luftvägarna ansamlas slemmet. Sjukdomen kan uppträda med akuta försämringar (skov eller exacerbationer), med vilket menas att symtomen uppträder med bättre och sämre perioder. En försämring kan till exempel utlösas av kallt väder, dammiga miljöer eller ansträngning.

## Behandling
Rökstopp är livsviktigt för personer med KOL. En kombinationsbehandling med inhalation av antikolinerga medel och beta-2-stimulerare är vanlig. Acetylcystein används ibland i slemlösande syfte. Till skillnad från astma är den allergiska inflammatoriska komponenten inte lika uttalad vid bronkit vilket minskar behovet av kortikosteroider.
En systematisk översikt genomförd av svenska SBU år 2021 visar att ha kontakt med samma vårdpersonal och kontinuitet i vården av personer med KOL kan innebära lägre förtida dödlighet samt färre akutbesök och sjukhusinläggningar.